# Stadtwald (Stralsund)
Der Stadtwald ist ein innerstädtisches Waldgebiet in Stralsund, das sich nordwestlich und rund um den Moorteich auf 64 ha Fläche erstreckt und überwiegend Erholungszwecken dient.

Stralsund, Stadtwald mit Moorteich (OpenStreetMap-Karte, 2023)

## Anlage
Das Waldstück um den Moorteich herum ist etwa 64 ha groß.
Angelegt auf einer Grundmoräne, bietet der nährstoffreiche und feuchte Boden den Pflanzen wie Schilfröhrichte und Silberweiden gute Bedingungen. Wege und Pfade führen durch das Waldgebiet nördlich bis südwestlich um den Moorteich.

## Geschichte
Aufgrund des im heutigen Stadtgebiet und seiner Umgebung seit dem 14. Jahrhundert bestehenden hohen Bedarfs an Holz als Baustoff und zu Heizzwecken war der reiche Waldbestand nahezu vernichtet worden. Auch die Anlage der Stadt als Festung bedingte eine weitgehend waldfreie Umgebung. Nordwestlich des Moorteichs standen schon ab ca. 1835 Bäume auf einem Papenhagen genannten Stück Land, von dem aus im Jahr 1928 noch ein Blick über die Kirchtürme der drei Stralsunder Pfarrkirchen St. Marien, St. Nikolai und St. Jakobi möglich war.

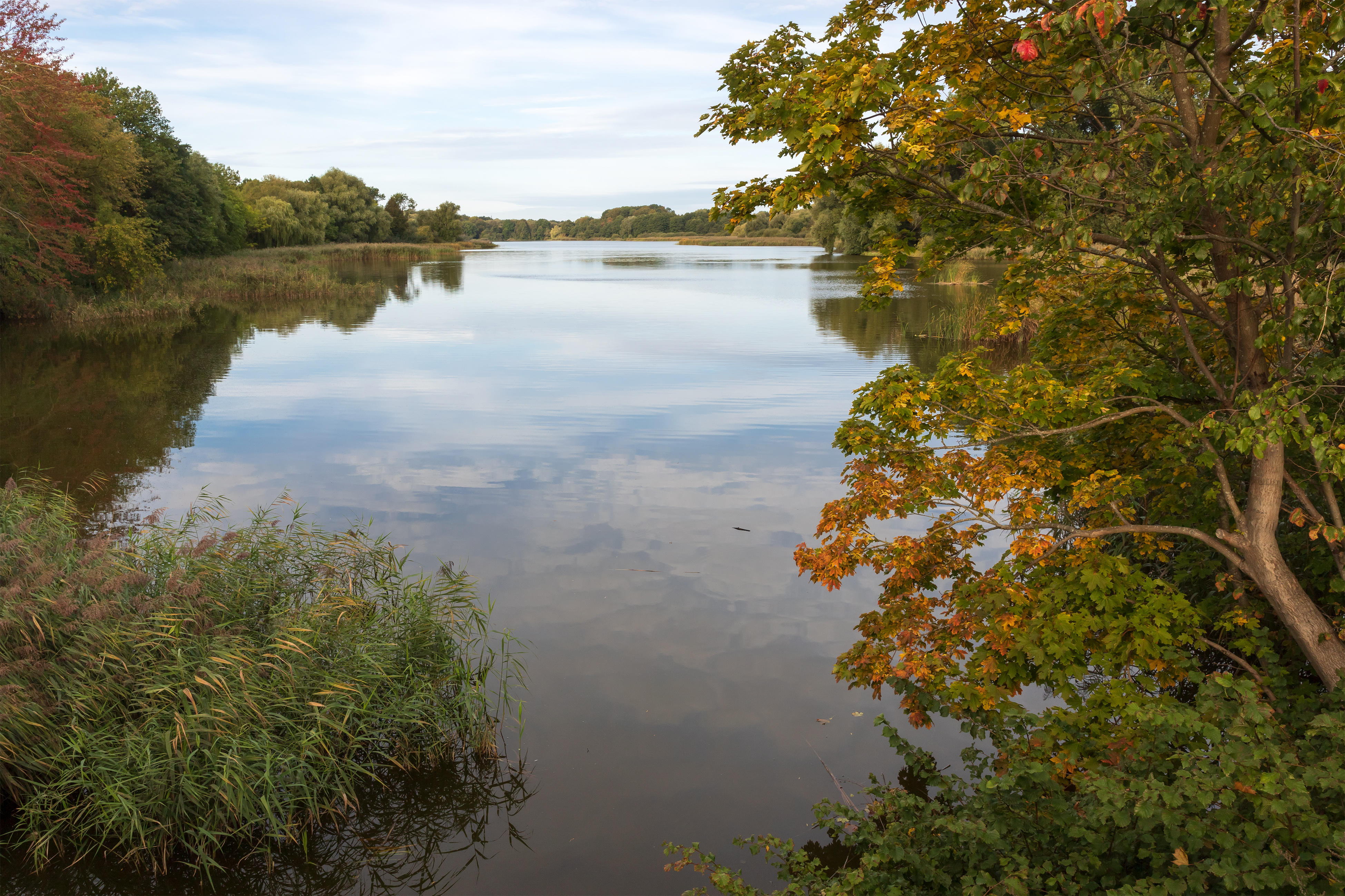
Der Moorteich in Stralsund, umgeben vom Stadtwald (2022)

Ende des 19. Jahrhunderts wurde mit der Anlage eines Stadtwaldes auf zunächst 50 ha zwischen dem Moorteich und dem Mühlengraben sowie auf den Moorteichwiesen (auch Herrenwiesen) begonnen. Auf den Moorteichwiesen wurden Erlen gepflanzt, auf den anderen Flächen Buchen, Birken, Eichen und Eschen; Wege wurden angelegt und der Wald im Sinne eines Bürgerparks als Erholungsgebiet gestaltet. Seit 1939 war es möglich, den Moorteich auf einem Rundwanderweg zu umwandern. Bis zum Zweiten Weltkrieg gab es auch einen – vom Mühlengraben gespeisten – um 1902 künstlich angelegten Wasserfall am Nordufer des Moorteichs. Der Baumbestand im Stadtwald hatte sich derart entwickelt, dass 1941 eine Durchforstung nötig wurde.
In den 1950er Jahren wurden Pläne zur Entwicklung des Stadtwaldes zu einem Volkspark aufgestellt. Sport- und Kulturanlagen sollten entlang des Moorteichs und südlich der Barther Straße angelegt und der Stadtwald selbst mittels eines Wanderwegesystems erschlossen werden. Tatsächlich umgesetzt wurde von diesen Planungen einzig die Anlage des Paul-Greifzu-Stadions an der Barther Straße. Der Stadtwald wuchs auf 73 ha Fläche an. Unter Leitung von Hartmut Olejnik entstand ab 1959 auf 15 ha im westlichen Teil des Stadtwaldes der Tierpark Stralsund.
Die regelmäßig anfallenden Arbeiten zur Entschlammung der Stralsunder Stadtteiche brachten auch immer Eingriffe in den Stadtwald mit sich. Bei den Arbeiten im Jahr 1971 wurden weite Flächen gerodet, der Erlenbruchwald wurde dabei ebenso wie die alten Wege zerstört. Bis 1979 wurden auf diesen gerodeten Flächen das beim Ausbaggern angefallene Baggergut auf Spülfelder ausgebracht. Ab 1979 wurde dieser Bereich wieder aufgeforstet. Dabei stellte sich heraus, dass junge Bäume auf den ehemaligen Spülfeldern kaum Halt finden.
Von der Erstanlage des Stadtwaldes waren im Jahr 2003 nur das Waldstück am Papenhagen und der Laubmischwald entlang der Barther Straße erhalten. Ein ehemaliges Moor im Stadtwald am westlichen Ufer des Moorteichs steht unter Naturschutz.
Zwischen 2004 und 2008 wurde der etwa vier Kilometer lange Rundweg um den Moorteich erneuert. Ab 2020 wurde mit dem Ziel, den Stadtwald zu verschönern und widerstandsfähiger zu machen, mit einer Umgestaltung begonnen. Dabei werden Wege, Gräben und Durchlässe erneuert, Blühflächen angelegt und Jungbestände gepflegt. Der ehemalige künstliche Wasserfall am Birkenweg wurde freigelegt, seit Dezember 2020 führt ein nach historischem Vorbild angelegter kleiner Rundweg um diesen Platz. Die Stadt ließ ca. 5.500 Stieleichen, Vogelkirschen, Spitzahorne, Flatterulmen und Erlen pflanzen.

## Denkmalschutz und Denkmale
Im Jahr 1988 wurden der Stadtwald und der Moorteich in die Denkmalliste der Stadt aufgenommen. Der Stadtwald ist durch das Denkmalschutzgesetz Mecklenburg-Vorpommerns (DSchG M-V) als Denkmal geschützt. Es ist in die Liste der Baudenkmale in Stralsund unter dem Titel „Moorteich mit Stadtwald“ eingetragen.

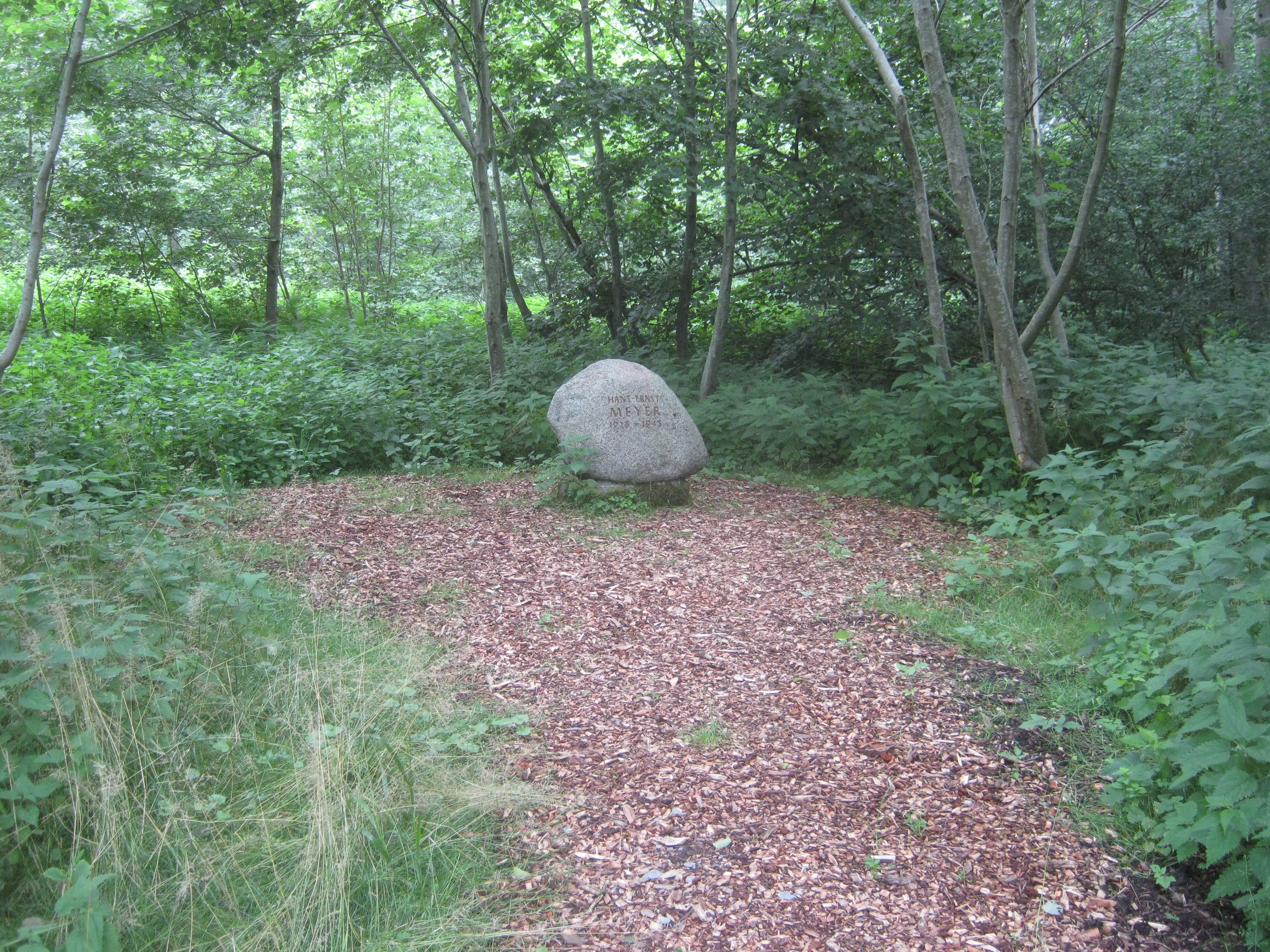
Gedenkstätte für Hans-Ernst Meyer (2022)

Im Stadtwald befindet sich eine Gedenkstätte für den im Zweiten Weltkrieg hier verunglückten Piloten Hans-Ernst Meyer. Der 19-jährige Oberfähnrich war am 13. März 1945 mit seinem Flugzeug abgestürzt, Rettungsversuche und eine Bergung des Toten waren wegen des morastigen Bodens nicht möglich. Ein Grabhügel wurde angelegt und noch bis in die 1950er Jahre gepflegt, nach 1991 wurde das Grab wiederentdeckt und ein neuer Gedenkstein gesetzt.